# 조광기

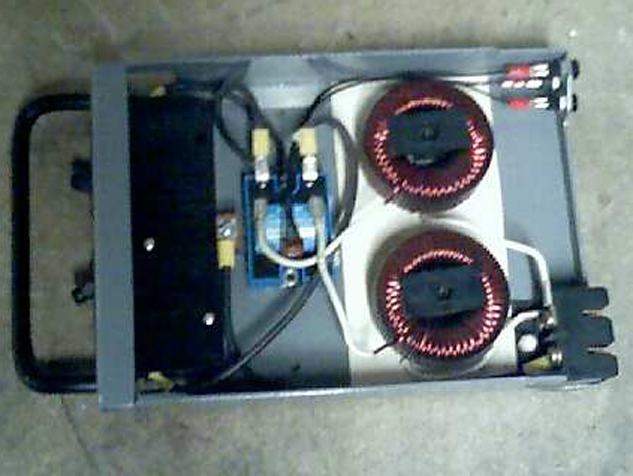

조광기 또는 디머(dimmer)는 조명의 명도를 낮추기 위해 사용되는, 조명기구에 연결된 장치이다. 램프에 부착된 전압 파형을 변경함으로써 빛 출력의 강도를 낮출 수 있다. 가변 전압 장치들이 다양한 목적으로 사용됨에도 불구하고 디머(dimmer)라는 용어는 일반적으로 백열등, 할로젠등, CFL, 발광 다이오드(LED)의 빛 출력을 통제하기 위한 장치의 의미로 사용된다. 더 특수한 장비는 형광등, 수은등, 고태 조명, 기타 호광등의 조명을 조광하는데 필수적이다.

## 디밍 커브

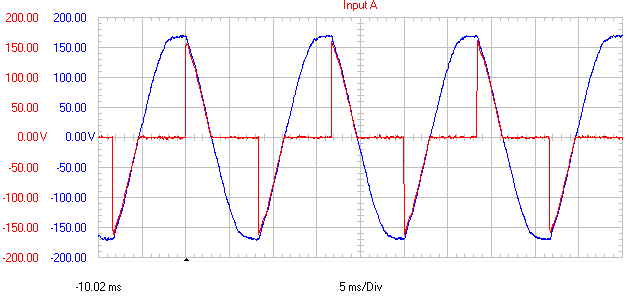
예시

## 같이 보기
- 형광등
- 히트 싱크
- 가정 자동화
- 가변저항